# Gömd i tiden
Gömd i tiden (även kallad Verner) är en svensk kortfilm från 2002 i regi av Jens Jonsson. I rollerna ses bland andra Jalle Lindblad, Anja Landgré och Rolf Degerlund.

## Handling
Verner bor tillsammans med sin syster i en stuga i norra Sverige. När han var barn bevittnade han faderns självmord och har därefter försökt dölja detta för systern. Trots att lång tid har passerat sedan händelsen bekymras han av att systern till slut ska få reda på vad som hände den där dagen.

## Rollista
- Jalle Lindblad – Verner
- Anja Landgré
- Rolf Degerlund
- Karl Öhman
- My Nilsson

## Om filmen
Gömd i tiden producerades av Rebecka Lafrenz, Ylva Jonsson och Fredrik Wikström för Dramatiska Institutet. Manus skrevs av Björn Abelson och Wictor Ericsson och filmen fotades av Askild Edvardsen. Musiken komponerades av Johan Ramström, Martin Willert och Karl-Johan Ankarblom. Filmen spelades in år 2000 i Sverige.
Vid Dakino Film Festival i Bukarest 2003 belönades Edvardsen för pris för bästa foto.